# Quincampoix
Quincampoix è un comune francese di 3 102 abitanti situato nel dipartimento della Senna Marittima nella regione della Normandia.

## Storia

### Simboli
Lo stemma comunale, adottato nel 1977, si blasona:

## Società

### Evoluzione demografica
Abitanti censiti